# Le Goût du crime
Pour plus de détails, voir Fiche technique et Distribution.
Le Goût du crime est un téléfilm franco-belge réalisé par Chloé Micout d'après un scénario d'Isabelle Polin et Frédéric Lozet, et diffusé pour la première fois en Belgique le 7 mars 2023 sur La Une et en France le 15 avril 2023 sur France 3.

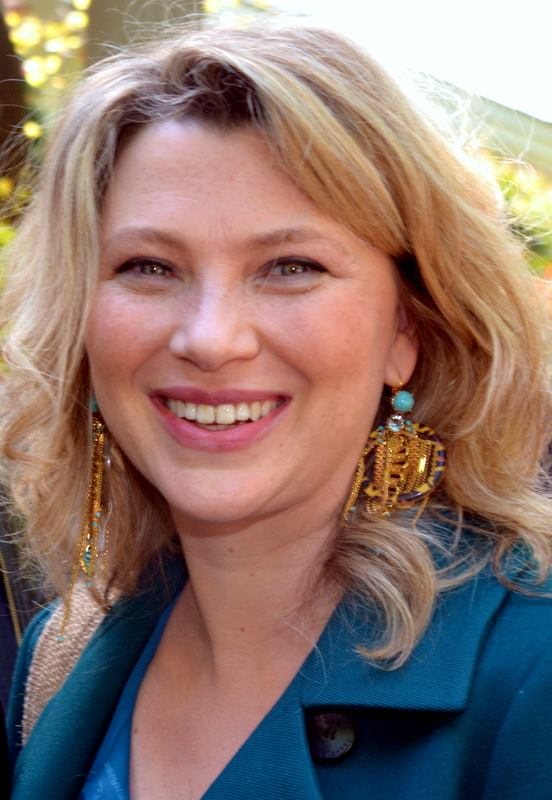
Cécile Bois.

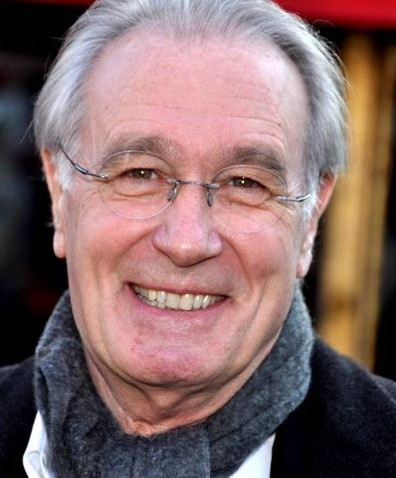
Bernard Le Coq.

Cette fiction, qui est une adaptation du livre « Petits meurtres à l'étouffée » de Noël Balen et Vanessa Barrot paru aux éditions Fayard, est une coproduction de GMT Productions, France Télévisions, Be-FILMS et la RTBF (télévision belge), réalisée avec la participation de la Radio télévision suisse (RTS),,,,,.
Une suite avait été envisagée, mais est finalement annulée.

## Synopsis
Laure Grenadier est une influenceuse lyonnaise qui partage sa passion pour la gastronomie sur son blog LesPapillesDeLaure. Pour commencer sa série gastronomique Du passé à l'avenir, elle filme son oncle Jérôme Grenadier, le chef du restaurant Les Lyonnais. Mais peu après, Jérôme Grenadier est retrouvé assassiné dans sa réserve. Ce meurtre est suivi de ceux de deux autres chefs lyonnais, amis de Grenadier : Gilles Mandrin, surnommé Le Gros poussin, et Éric Chevrion, du restaurant La Table du Canut.
L'enquête est confiée au commandant Nicolas Garnier, qui se trouve être l'ex-mari de Laure, et au jeune lieutenant Baptiste Toussaint, qui est un grand fan du blog de Laure.
Le lieutenant Toussaint insiste pour que Laure soit associée à l'enquête car elle est très introduite dans le monde de la gastronomie lyonnaise et pourrait être un atout pour l'enquête : Laure accepte de devenir leur indic,.
Dans le même temps, Laure a de gros problèmes avec sa fille Amandine, une jeune militante végane très critique envers le blog de sa mère, les restaurants et tous les « assassins » qui mangent de la viande ou en font la promotion.

## Fiche technique
- Titre français : Le Goût du crime
- Genre : Drame, Policier
- Production : Julien Dewolf[2]
- Sociétés de production : GMT Productions, France Télévisions, Be-FILMS et la RTBF[2],[12],[6]
- Réalisation : Chloé Micout[3],[4],[11],[6]
- Scénario : Isabelle Polin et Frédéric Lozet[1],[2],[3],[4],[5],[12],[13]
- Musique : Nicolas Jorelle[13],[11]
- Décors : Audric Kaloustian
- Costumes : Teresa Kurys
- Photographie : Guillaume Quoilin
- Son : Benoît Iwanesko
- Montage : Aïn Varet
- Maquillage : Ève Cauchie
- Pays de production :  France /  Belgique
- Langue originale : français
- Format : couleur
- Durée : 90 minutes[6]
- Dates de première diffusion :
  - Belgique : 7 mars 2023 sur La Une[13],[8],[9],[10]
  - France : 15 avril 2023 sur France 3

## Distribution

### Famille Grenadier et restaurantLes Lyonnais
- Cécile Bois : Laure Grenadier
- Bernard Le Coq : le chef Jérôme Grenadier, l'oncle de Laure, patron du restaurant Les Lyonnais
- Caroline le Moing : Solange Grenadier, la fille de Jérôme et sa sommelière
- Chloé David : Léa Weber, la seconde de Jérôme

### RestaurantLe Gros poussin
- Christophe Vericel : le chef Gilles Mandrin, surnommé Le Gros poussin
- Stéphanie Pareja : Céline Mandrin

### RestaurantLa Table du Canut
- Jean-Luc Borras : le chef Éric Chevrion
- Hélène Pierre : Rose Chevrion
- Juliette Gharbi : Manon, la serveuse

### Police
- Charlie Dupont : commandant Nicolas Garnier, ancien mari de Laure
- Antoine Ferey : lieutenant Baptiste Toussaint
- Denis Maréchal : Olivier Potemski, le légiste

### Autres personnages
- Flannan Obé : Luc Chamoix, pâtissier
- Franck Adrien : Philippe Marchand, maraîcher bio

## Production

### Genèse et développement
Le scénario du téléfilm est écrit par Isabelle Polin et Frédéric Lozet, sur base du livre « Petits meurtres à l'étouffée » de Noël Balen et Vanessa Barrot, paru aux éditions Fayard,,,,,.
La réalisation est assurée par Chloé Micout,,,.

### Tournage
Le tournage du téléfilm se déroule du 3 octobre au 28 octobre 2022 à Lyon et en région Auvergne-Rhône-Alpes,,,,.

## Diffusions et audience
En Belgique, le téléfilm, diffusé le 7 mars 2023 sur La Une, est regardé par 264 217 téléspectateurs et se classe premier en termes d'audience.
En France, diffusé le 15 avril 2023 sur France 2, il est regardé par 5 100 000 téléspectateurs et se classe premier en termes d'audience.